# Vadehavets væren
Vadehavets væren er en dokumentarfilm instrueret af Jan Petersen og John Sandberg efter eget manuskript.

## Handling
Naturfilm. Rømø og Fanø er turisternes paradis, og den kolossale menneskeinvasion påvirker naturligvis naturens ve og vel. Filmen beskriver hvordan og appellerer til, at dyrelivet får flere områder, hvortil mennesker er forment adgang. Se også »Vadehavets variationer«.